# Eduard VIII.
Eduard VIII., eng. Edward Albert Christian George Andrew Patrick David (London, 23. lipnja 1894. – Pariz, 28. svibnja 1972.), kralj Ujedinjenog Kraljevstva i britanskih prekomorskih dominiona, te car Indije od očeve smrti do svoje abdikacije, a zatim Princ Eduard, vojvoda od Windsora.

## Prije vladavine
Rođen je za vrijeme vladavine svoje prabake, kraljice Viktorije, kao prvo dijete kraljevića Đure i kraljevne Mary, tada vojvode i vojvotkinje od Yorka. Njegov otac je bio drugi sin Eduarda i Aleksandre, tada kraljevića i kraljevne od Walesa.
Ubrzo nakon dolaska Eduardovog oca na prijestolje Eduardu je data tradicionalna prijestolonasljednička titula kraljevića od Walesa. Po prvi put od 1616. godine, ceremonija u kojoj je prijestolonasljedniku podijeljen naslov kraljevića održana je u samom Walesu.
Eduardovi roditelji bili su isključeni iz sinovog obrazovanja, koje je bilo povjeravano raznim guvernatama, što je bio običaj među ondašnjom aristokracijom. Kao što je bilo uobičajeno među muškim članovima britanske kraljevske obitelji, Eduard je završio vojnu školu. Kada je izbio Prvi svjetski rat, dvadesetogodišnji kraljević je bio kvalificiran za služenje vojske, te joj se i pridružio. Njegove želje da sudjeluje u otvorenim sukobima nisu uzimane u obzir zbog straha od reakcija u slučaju otmice prijestolonasljednika. Eduard se često oglušivao na ove zabrane, zbog čega je među veteranima nakon rata bio iznimno popularan. Godine 1918. završio je obuku i dobio dozvolu za upravljanje vojnim zrakoplovom.
Po završetku rata počeo je preuzimati neke od očevih dužnosti i tako se pripremati za svoju buduću ulogu kralja. Išao je na turneje širom Britanskog Carstva i stekao veliku popularnost, iako su se već tada mogle osjetiti njegove buduće nacionalističke zamisli. Na vrhuncu svoje popularnosti bio je modna ikona i najfotografiranija osoba na svijetu.
Godine 1930. dobio je vlastitu rezidenciju van Buckinghamske palače. Imao je veze s nekoliko udanih žena, a posljednja od njih, glumica Mildred Harris, upoznala ga je s Amerikankom Wallis Simpson (rođena Warfield). Vezu s Wallis započeo je još tijekom njenog drugog braka, koji je nedugo zatim završio razvodom, baš kao i prvi. Njegovi roditelji nisu bili zadovoljni ovim načinom Eduardovog života, a na Wallis je cijela kraljevska obitelj gledala s prezirom i nepovjerenjem. Eduardova je veza s Wallis usprkos neodobravanju cijele obitelji napredovala i par se sve više zbližavao.

## Vladavina
Kralj Đuro V. umro je 20. siječnja 1936. godine i kruna je automatski prešla Eduardu, koji je u trenutku očeve smrti postao kralj Eduard VIII. Na Eduardov pad popularnosti među političarima nije utjecala samo napredujuća veza s Wallis, već i njegovo uplitanje u politiku i kritiziranje vlade zbog njenog neuspjeha u osiguravanju životnih sredstava za nezaposlene rudare u Walesu. Smatra se da je Eduard pogrešno shvatio svoju ulogu ustavnog monarha i da je želio aktivno sudjelovati u vođenju države, što su članovi vlade gledali s negodovanjem. Pored toga, Eduard je po dolasku na prijestolje prekršio brojne kraljevske tradicije. Irac George Andrew McMahon pokušao je izvršiti atentat na Eduarda 16. srpnja 1936. godine, ali bez uspjeha.
Usprkos nepopularnosti među članovima vlade, Eduard je zadržao veliku podršku u narodu sve do objavljivanja njegovih namjera da oženi Wallis Simpson nakon što njen razvod bude ozakonjen. Međutim, Eduardov premijer, Stanley Baldwin, upozorio je kralja da narod neće prihvatiti Wallis kao kraljicu, jer je ona Amerikanka čija dva razvoda nije priznavala Engleska Crkva, čiji je Eduard bio vrhovni poglavar. Eduard je zatim predložio morganatski brak, prema kojem bi Eduard ostao kralj, a Wallis ne bi postala kraljica, niti bi Eduarda mogla naslijediti djeca rođena iz njihovog braka. Ova opcija je također odbijena. Premijer Baldwin je zatim kralju predstavio tri opcije: da zaboravi na ideju o braku s Wallis, da je oženi protiv želja svojih ministara, ili da abdicira. Eduard je izabrao treću opciju.

## Poslije vladavine
Eduard je potpisao dokumente kojima je potvrdio svoju abdikaciju 10. prosinca 1936. u prisutnosti trojice braće. Njegova posljednja odluka kao kralja bilo je davanje kraljevskog pristanka na objavljivanje akta o njegovoj abdikaciji. Sve krunske zemlje Commonwealtha priznale su ovaj dokument istog dana kada je potpisan, osim Irske, te je zakonski Eduard ostao kralj Irske do 11. prosinca 1936. godine. Nedugo nakon abdikacije Eduard se pojavio uživo na radiju, gdje je predstavljen kao princ Eduard, a svoju odluku o napuštanju dužnosti monarha objasnio je rekavši da bi to bilo nemoguće bez podrške žene koju voli. U trenutku njegove abdikacije kruna je prešla na glavu najstarijeg od troje njegove mlađe braće, Đuru VI., čija je kćer Elizabeta postala presumirana nasljednica.

### Nova titula i brak
Dva dana nakon abdikacije Eduard je od brata, novoga kralja, dobio novostvorenu titulu vojvode od Windsora. Posebnom zakonskom odredbom vraćeno mu je oslovljavanje s etiketom kraljevsko veličanstvo, ali je određeno da njegova supruga i djeca neće biti tako oslovljavana, te da njegova djeca neće imati mjesta u nasljednom nizu. Eduard se protivio ovakvoj odluci, ističući da je njegova buduća supruga i prema tradiciji i prema zakonu kvalificirana za kraljevsko oslovljavanje, ali na njegove zahtjeve se oglušilo.
Eduard i Wallis sklopili su brak 3. lipnja 1937. godine u privatnoj ceremoniji kojoj članovi kraljevske obitelji, na zahtjev kralja Đura VI., nisu prisustvovali. Eduardov odnos s članovima njegove obitelji naglo se pogoršao, a pogotovo odnos s majkom. Eduard i Wallis su otišli u Francusku, odakle se Eduard namjeravao vratiti u Britaniju nakon dvije godine virtualnog egzila. Ovoj odluci suprotstavili su se njegov brat i snaha uz podršku Eduardove majke, prijeteći da će mu prestati isplaćivati dogovoreni iznos novca iz uzdržavanje. Novi kralj je također morao plaćati Eduardu za kuću Sandringham i zamak Balmoral, koji su bili u Eduardovom osobnom vlasništvu, nasljeđenom od oca, koje nije prešlo u vlasništvo Đura VI. zajedno s krunom.

### Optužbe za nacizam
Godine 1937., pred sami početak Drugog svjetskog rata, vojvoda i vojvotkinja od Windsora bili su u posjetu Njemačkoj i Adolfu Hitleru, usprkos negodovanju britanske vlade. Tijekom ovog posjeta Eduard je nacistički salutirao Adolfu Hitleru. Nakon ovog kontroverznog posjeta nacističkom vođi, vojvodski par se vratio u Francusku, odakle su 1939. godine vraćeni u Britaniju.
Godine 1940. njemački veleposlanik u Haagu tvrdio je da je vojvoda od Windsora izdao britanske planove o obrani Belgije. Nakon njemačke invazije na jug Francuske, Eduard i Wallis su se sklonili u Španjolsku. Premijer Winston Churchill zaprijetio je vojvodi od Windsora vojnom tužbom ako se na vrati na tlo Commonwealtha. Eduard je zatim preseljen na Bahame i tu postavljen za guvernera. Bahame je nazivao trećerazrednom britanskom kolonijom, iako se trudio pomoći njegovom siromašnom stanovništvu.
Eduardovi suvremenici vjerovali su da je Eduard preferirao fašizam preko komunizma, te da je podržavao savez s Njemačkom. Hitler je Eduarda smatrao prijateljem njegove ideologije nacizma i nacističkog državnog uređenja, a Eduardovu abdikaciju nazivao je svojim velikim gubitkom. Mnogi povjesničari smatraju da je Hitler bio spreman vratiti Eduarda na britansko prijestolje ako mu se ukaže prilika, te na taj način uvesti fašizam u Britaniju. Rasprostranjeno je vjerovanje da je Eduard, a pogotovo neopopularna Wallis, bio sklon fašizmu još mnogo prije izbijanja Drugog svjetskog rata, te da su poslani na Bahame kako bi se onemogućilo njihovo fašističko djelovanje u Britaniji. Sam Churchill je vjerovao da vojvoda od Windsora predstavlja opasnost po svoja bivša kraljevstva. Nakon rata Eduard je u svojim memoarima priznao da ga je fascinirala ondašnja Njemačka, ali je poricao svoje težnje ka nacizmu, a Hitlera je opisao kao smiješnu figuru predramatičnog smisla za izražavanje i prevelikim očekivanjima.

### Posljednje godine
Po završetku rata Eduard i Wallis vratili su se u Pariz, gdje im je bila dodijeljena privatna rezidencija. Eduard više nije preuzimao nikakvu profesionalnu ulogu nakon one bahamskog guvernera. Neko vrijeme odsjedao je i u New Yorku, a gostovao je i u Bijeloj kući kod predsjednika Nixona.
Eduardova obitelj nije nikada prihvatila Wallis i formalno se nije nikada sastala s njom. Eduard je posjećivao majku i brata, te prisustvovao bratovom pokopu, ali njegov odnos s majkom nije nikada bio popravljen. Eduard je umro od raka grla 28. svibnja 1972. godine, ne ostavivši iza sebe djece.
| Prethodnik Đuro V. | Kralj Ujedinjenog Kraljevstva | Nasljednik Đuro VI. |